# Burmoniscus hachijoensis
Burmoniscus hachijoensis är en kräftdjursart som beskrevs av Nunomura 2007B. Burmoniscus hachijoensis ingår i släktet Burmoniscus och familjen Philosciidae. Inga underarter finns listade i Catalogue of Life.